# 格洛瑟普
格洛索普（Glossop）是位於英格蘭德比郡的一個城市。據2011年人口普查，格洛索普有人口33,020人。